# Rim'K
Abdelkrim Brahmi-Benalla, de nombre artístico Rim'K, es un rapero francés nacido en 1978 en París. De raíces argelinas, nació y creció en el suburbio parisino de Vitry-sur-Seine. Su familia es originaria de Bugía (Béjaïa) en Argelia, lo que menciona frecuentemente en sus canciones.
Forma parte del grupo 113 y del colectivo más amplio "Mafia K1 Fry".

## Discografía

### Solitario
- 2004: L'Enfant d pays
- 2007: Famille Nombreuse
- 2009: Maghreb United
- 2012: Chef de Famille
- 2017: Fantôme
- 2018: Mutant
- 2020: Midnight
- 2021: ADN

### En grupo
- 1998: Ni Barreaux, Ni Barrières, Ni Frontières (EP) (113)
- 1999: Les Princes De La Ville (113)
- 2002: 113 Fout La Merde (113)
- 2003: 113 Dans L'urgence (113)
- 2003: La Cerise Sur Le Ghetto (Mafia K'1 fry)
- 2005: 113 Degrés (113)
- 2006: Illégal Radio (auspiciado por 113)
- 2007: Jusqu'à la mort (Mafia K'1 fry)
- 2007: Jusqu'à la mort reedición (Mafia K'1 fry)